# La matèria obscura
La matèria obscura (en anglès His Dark Materials) és una saga de novel·les fantàstiques, escrita per Philip Pullman, dividida en dues trilogies, la primera coneguda com La matèria obscura i la segona, continuació i alhora preqüela de la trilogia original, com El llibre de la Pols.
Sota l'aparença d'història infantil, La matèria obscura resulta atractiva també pels adults, tot i que a diferent nivell. La història comença com un típic conte de fades, però a mesura que es desenvolupa s'hi poden trobar diferents nivells d'al·legories. La saga tracta temes com la metafísica, física quàntica i filosofia (especialment filosofia religiosa). El mateix autor descriu la seva audiència com joves adults, ja que el contingut de La matèria fosca pot resultar massa intel·lectual o massa madur per la majoria de nens.
Atès que té un toc juvenil, juntament amb grans dosis de filosofia i múltiples al·legories, aquesta obra es pot interpretar de diverses maneres en funció de l'edat del lector.

## Llibres

### La matèria obscura
La trilogía original ha tingut dues adaptacions, una al cinema, amb La brúixola daurada i la segona, His Dark Materials, una serie de tres temporades, una per llibre, produïda per la BBC i HBO, estrenada al 2019 i finalitzada el 2022.
- Llums del nord també publicat com La brúixola daurada (Northern Lights o també The Golden Compass, 1995).
- La daga (The Subtle Knife,1997).
- L'allargavista d'ambre (The Amber Spyglass, 2000).

#### Adjacents a La matèria obscura
Publicats en català per Fanbooks editorial.

#### El llibre de la Pols
- El Llibre de la Pols. La Belle Sauvage (The Book of Dust: La Belle Sauvage, 2017), precuela de La brúixola daurada
- El Llibre de la Pols 2. L'aliança secreta (The Secret Commonwealth, 2019), continuació de L'allargavista d'ambre 7 anys després i passats 20 anys de La Belle Sauvage.

#### Histories relacionades
- Lyra's Oxford (2003), situada 2 anys després de L'allargavista d'ambre.
- Once Upon a Time in the North (2008), situat abans de La brúixola daurada.
- The Collectors (2014), situat entre La Belle Sauvage i La brúixola daurada.
- Serpentine (2020), situada 5 anys després L'allargavista d'ambre i abans de L'aliança secreta.

## Argument
La història passa a diversos mons paral·lels. Llums del nord, comença en un món semblant al nostre però amb algunes diferències. La daga transcorre entre el nostre món i un món atacat pels espectres. Finalment, El llargavistes d'ambre passa a diversos mons a la vegada.
Un aspecte significatiu de La matèria obscura és la presència dels daimonis en el món de la protagonista, Lyra Belacqua. Els daimonis són la manifestació física de l'ànima humana i adopten formes d'animals. En la infantesa poden canviar de forma constantment però en arribar a l'adolescència adopten una forma definitiva, simbolitzant la diferència entre el caos infantil i l'estabilitat de l'edat adulta.
Llums del nord
Lyra Belacqua és una noia que ha viscut sempre al campus del Jordan College d'Oxford, amb el seu daimoni, Pantalàimon. Un dia descobreix l'existència d'una partícula que els científics anomenen Pols, i que l'Església (que en el món de la Lyra té un gran poder,) considera la prova del Pecat original, ja que la Pols només es concentra en els humans adults, no en els nens.
Una organització anomenada Junta d'Oblació, dirigida per la mare de la Lyra, Marissa Coulter, es dedica a segrestar nens i portar-los al Nord, on els fan experiments terribles relacionats amb la Pols.
Un dia, Roger Parslow, un amic de la Lyra és segrestat, i la Lyra viatja cap al Nord per tal de salvar-lo a ell i als altres nens.
Alliberen els nens i estableixen contacte amb els ossos cuirassats (Panserbjørne) i les brúixes de Lapònia, del clan de Serafina Pekkala, però Roger és assassinat pel mateix pare de la Lyra, Lord Asriel, per completar un experiment que li permet obrir un pont cap a altres mons.
Intentant comprendre l'origen de la Pols, Lord Asriel travessa el portal i la Lyra i en Pantalàimon el segueixen.
La daga
La història comença al nostre món. Will Parry, fill de John Parry, un famós explorador desaparegut, assassina un home en defensa pròpia que entra a casa seva d'amagat i després de deixar a la seva mare malalta amb una veïna, fuig i decideix anar a buscar el seu pare.
Will troba una finestra que el porta a una ciutat deserta, Cittàgazze (en italià Ciutat de les garses), on troba la Lyra i el Pantalàimon.
A la ciutat només hi queden nens, ja que tots els adults han fugit per uns Espectres que s'alimenten de les seves ànimes humanes. Dos nens anomenats Angela i Paolo, li parlen de La Torre degli Angeli on hi queda un alquimista, Giacomo Paradisi, l'últim del grup que va crear una daga amb poder per vèncer als Espectres.
La Lyra i en Will hi van i es troben al germà d'Angelica, Tullio, que ha robat la daga.
En la lluita per recuperar la daga, Will perd el dit anular i el dit petit de la mà esquerra, que Giacomo considera un senyal profètic de què ell ha de ser el nou propietari de la daga i després d'ensenyar-li a obrir forats dimensionals amb ella, li entrega.
Tullio mor per culpa dels espectres i un grapat de nens, juntament amb els germans de Tullio ataquen a en Will i la Lyra, però llavors, les bruixes del clan de Serafina Pekkala arriben a la ciutat i els rescaten.
En un altre món, Lord Asriel està armant un exèrcit d'homes i àngels per lluitar contra l'Autoritat (una figura opresiva de Déu).
En el món de la Lyra, Will troba al seu pare, John Parry, que mor davant dels seus ulls, assassinat per una brúixa a qui no havia correspost el seu amor.
La Lyra és capturada per la seva mare, la senyora Coulter, que ha descobert una profecia segons la qual la seva filla està destinada a ser la nova Eva. Tement per la vida de la seva filla decideix amagar-la, ja que l'Església la vol veure morta.
Dos àngels, Balthamos i Baruch, troben a Will i el volen portar amb la daga davant de Lord Asriel, però ell se'n va a buscar la Lyra.
El llargavistes d'ambre
Will, sense fer cas dels àngels, rescata a la Lyra de les mans de la seva mare, ajudat per Lord Tialys i Lady Salmakia, espies gallivespians (d'aspecte humà, però de mida diminuta, armats d'esperons verinosos i de caràcter arrogant i orgullós, que es desplacen muntant en libèl·lula) sota el comandament de Lord Asriel. Amb ells viatgen cap a la Terra dels Morts i allà alliberen les ànimes presoneres de l'Autoritat. Mary Malone, una científica del nostre món interessada en la Pols o com ella anomena  les ombres viatja a un món poblat per unes criatures anomenades mulefa. Allà descobreix la naturalesa de la Pols, resultant ser partícules pan-psicològiques de la consciència. Lord Asriel i una reformada senyora Coulter treballen en equip per destruir el Regent de l'Autoritat, Metatron, però moren tots dos durant el combat. La mateixa Autoritat mor degut a la seva pròpia fragilitat durant una batalla campal entre els rebels de Lord Asriel i els seus servents. En el clímax, Will i Lyra s'enamoren, però pel bé dels universos han de desfer els ponts entre mons i destruir la daga, condemnats a restar separats sense remei.

## Personatges
- Lyra Belacqua, noia de 12 anys, que viu al fictici campus del Jordan College a Oxford, està orgullosa de les seves trapelleries i de la seva habilitat de mentir descaradament explicant històries molt complexes, motiu pel qual Iorek Birnyson l'anomena Lyra Llenguadeplata. Està acompanyada en tot moment pel seu daimoni, Pantalàimon, que en la seva forma definitiva es converteix en un ermini d'hivern.
- Will Parry, noi de 12 anys, procedent del nostre món, de caràcter recte i fortes conviccions morals. Es converteix en portador de la Daga, capaç de tallar qualsevol substància i de crear forats entre les dimensions. És un noi independent, ha passat molts anys cuidant a la seva mare malalta. És fort per la seva edat i sap passar desapercebut si l'ocasió ho requereix. Al final descobreix que el seu daimoni és una gata que es diu Kirjava.
- Lord Asriel, és el pare de la Lyra, tot i que ella es pensava que era el seu oncle. És un home amb una gran força de voluntat i aparentment sense escrúpols per aconseguir els seus propòsits. El seu estudi de la Pols el porta a obrir un portal entre mons. El seu somni és establir la República del Cel, per desafiar l'Autoritat i per aquest motiu crea un gran exèrcit amb éssers de diferents mons per desafiar-la. El seu daimoni, anomenat Stelmaria, és una pantera de les neus.
- Senyora Coulter, de nom Marissa, és una dona bonica, però freda, ambiciosa, extremadament manipuladora i amb clares inclinacions a la crueltat. És la mare de la Lyra i treballa al servei de l'Església, sent directora de la Junta d'Oblació, institució que segresta nens per experimentar amb ells. Durant la saga es va decantant de bàndol entre l'Autoritat i la República del Cel, al final l'amor de mare la fa decantar pel bàndol de Lord Asriel. El seu daimoni és un mico daurat amb molt mal geni anomenat Ozymandias (el seu nom es coneix per l'adaptació de la BBC de la novel·la, però no apareix a cap dels llibres.
- Mary Malone, física procedent del nostre món, on estudiava la Pols, cosa que la porta a conèixer la Lyra i en Will. Viu un temps en un univers paral·lel entre uns animals anomenats mulefa, on construeix el llargavistes d'ambre que li permet veure la Pols i descobrir perquè està abandonant el món dels mulefa. Era monja però va penjar els hàbits quan va descobrir l'amor, història que explica a la Lyra i en Will i que ajuda a portar-los a la maduresa. Amb esforç descobreix que té un daimoni, del qual no sabem el nom, però que té la forma d'una grua de cresta vermella, la forma que va prendre Llucifer en entrar a l'Edèn en el poema titulat El Paradís Perdut.
- Iorek Byrnison, és un os cuirassat, també anomenat panserbjørne. Com tots els ossos cuirassats sap parlar i és capaç de treballar el metall amb habilitat per fer-se una armadura. Va perdre l'honor i la seva posició social després de matar un altre os en una disputa, sinó hauria esdevingut rei. La Lyra l'ajuda a recuperar la seva cuirassa que uns homes li havien robat i ell en agraïment l'acompanya en el seu viatge cap al Nord. Quan passen per Svalbard, s'enfronta al rei dels ossos Iofur Raknison i el mata, esdevenint el nou rei.
- Lee Scoresby, aeronauta texà, amic d'en Iorek. Porta a la Lyra de viatge cap al Nord amb el seu globus. Quan la Lyra se'n va a un altre món, es posa a buscar a l'Stanislaus Grumman, un científic molt conegut donat per mort, que resulta ser John Parry, el pare de Will. El seu daimoni és una llebre que es diu Hester.
- John Faa, és el líder de la comunitat dels gypsis. Quan els fills de la seva gent són raptats per la Junta d'Oblació, crea una expedició per anar-los a buscar.
- Farder Coram, és un savi i venerable ancià entre els gypsis, en la seva joventut va salvar a la brúixa Serafina Pekkala i es van convertir en amants. Ha estudiat molts anys a la gent i li ensenya a la Lyra com fer servir l'aletiòmetre. El seu daimoni és una gata anomenada Sophonax.
- Seraphina Pekkala, reina d'un del clan de les bruixes del llac d'Enara. Posseeix com totes les bruixes, una vida molt llarga i una gran bellesa. A més a més és capaç de fer màgia. És una gran arquera, posseeix la capacitat de volar i pot separar-se grans distàncies del seu daimoni, una cigne gris anomenat Kaisa, que pot enviar a fer missions.
- Stanislaus Grumman/John Parry, és un científic del nostre món, pare d'en Will Parry. Va perdre's en una expedició pel Nord i va arribar al món de la Lyra. Allà esdevé un xaman i es fa una perforació cranial ritual. Degut a no estar al seu món comença a emmalaltir. Al final es retroba amb el seu fill poc abans que la bruixa Juta Kamainen el mati per haver-la rebutjat anys enrere.

## Reaccions
Les novel·les utilitzen sovint el gnosticisme i, la matèria obscura és objecte de polèmica, especialment entre alguns grups cristians. Però Pullman ha rebut el suport dels cristians liberals sent-ne el més destacable, Rowan Williams, arquebisbe de Canterbury, que argumenta que els atacs de Pullman van dirigits cap als perills del dogmatisme i l'ús de la religió amb finalitats opressores, no al cristianisme en ell mateix.
S'ha anomenat a La matèria obscura l'antítesi de Les Cròniques de Nàrnia, la història fantàstica composta de set llibres i escrita per C.S. Lewis. Això s'ha vist reforçat per les declaracions públiques de Philip Pullman acusant Lewis de ser "descaradament racista" i "extremadament misogin" en les seves novel·les. A més a més la saga de Nàrnia afavoreix la fe i la religió per sobre del racionalisme, i La Matèria Oscura defensa justament el contrari.